# Magnus Granlund

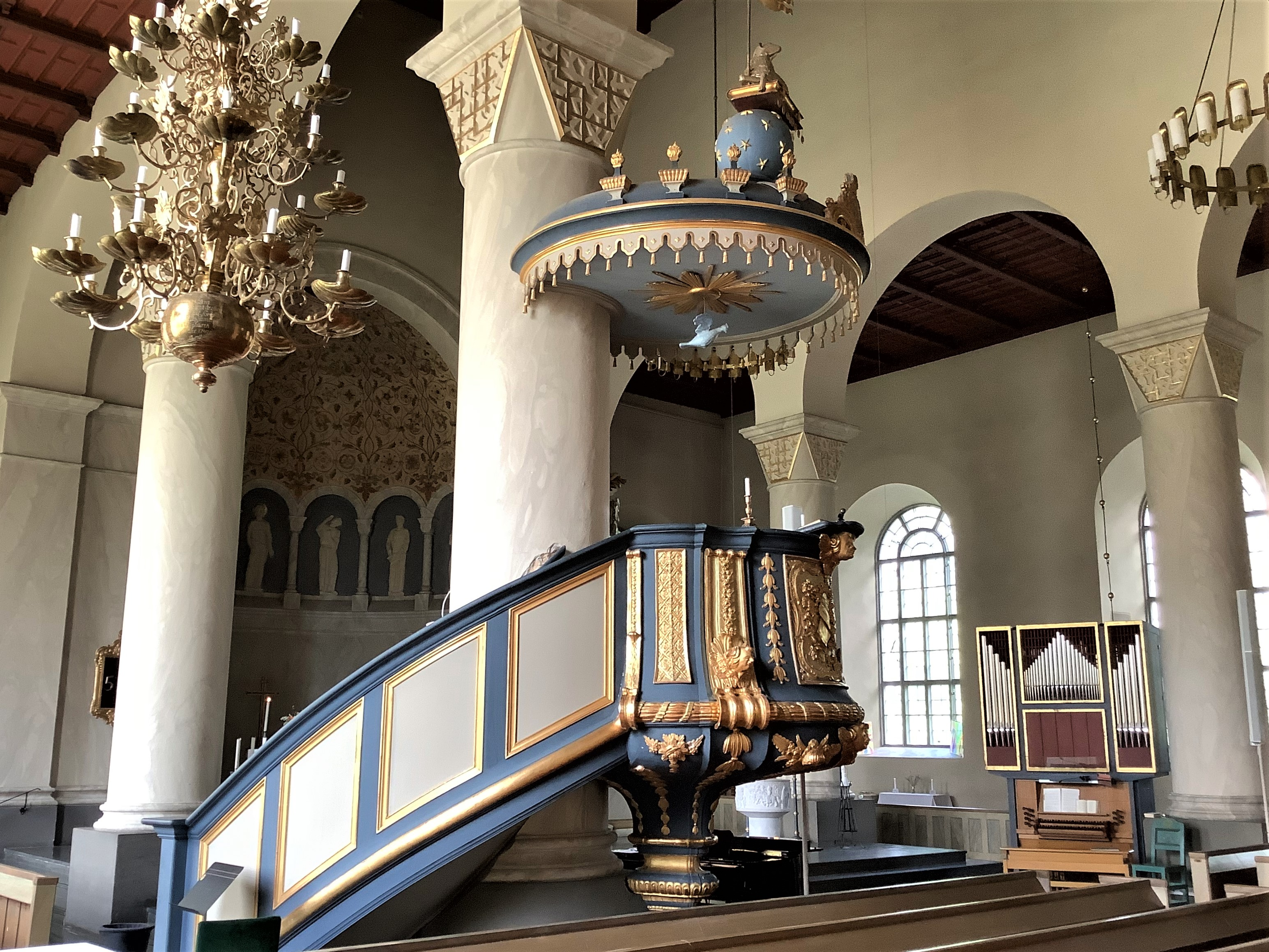
Predikstolen från 1772 i Järvsö kyrka.

Magnus Granlund var en träsnidare och målare, verksam vid mitten av 1700-talet.
Magnus Granlund dök upp på den uppländska landsbygden omkring 1747 och kallar sig då "bildhuggaren hr Granlund från Stockholm", där han verkar ha fått sin utbildning till ornamentbildhuggare. I ett tjugotal år, hans senast kända arbete är daterat 1768, reste han omkring i Uppland och förfärdigande träsniderier av olika slag för en rad kyrkor. Stilistiskt utgick han från prechtska skolan i en blandning av barock och rokoko med tunga, klassicerande former och sirligt snirklade linjen. Hans figurala arbeten, som de ofta förekommande gestalterna Tron och Hoppet, vilka flankerar altarrundlarna, är stela som figurala motiv, men visar på fantasi och skicklighet ur ornamental synvinkel. Bland hans arbeten märks altaruppsatsen i Frösthults kyrka, predikstolarna i Järvsö, Frösthults, Läby och Österrunda kyrkor samt dopfunten i Uppsala domkyrka.